# 1930 Lucifer
1930 Lucifer este un asteroid din centura principală, descoperit pe 29 octombrie 1964 de Elizabeth Roemer.